# Mahoba (distrikt)
Mahoba (hindi: महोबा जिला) er et distrikt i den indiske delstat Uttar Pradesh. Distriktets hovedstad er Mahoba.

## Demografi
Ved folketællingen i 2011 var der 876,055 indbyggere i distriktet, mod 708,447 i 2001. Den urbane befolkningen udgjør 21,19 % af befolkningen.
Børn i alderen 0 til 6 år udgjorde 14,24 % i 2011 mod 19,02 % i 2001. Antallet af piger i den alder per tusinde drenge er 901 i 2011.